# 2,3,5-Trimethyl-p-benzochinon
2,3,5-Trimethyl-p-benzochinon ist eine chemische Verbindung aus der Gruppe der Ketone. Es handelt sich um ein alkylsubstituiertes 1,4-Benzochinon.

## Gewinnung und Darstellung
2,3,5-Trimethyl-p-benzochinon kann durch Oxydation von 2,3,5-Trimethylphenol mit Fremysalz gewonnen werden.

## Eigenschaften
2,3,5-Trimethyl-p-benzochinon ist ein gelblicher bis rötlicher Feststoff, der schwer löslich in Wasser ist.

## Verwendung
2,3,5-Trimethyl-p-benzochinon ist ein wichtiges Zwischenprodukt für die Herstellung von Trimethylhydrochinon, einem essentiellen Vorprodukt für die Synthese von α-Tocopherol (Vitamin E).